# NGC 2283
NGC 2283 في الفهرس العام الجديد، هي مجرة، تقع في كوكبة الكلب الأكبر. اكتشفت في 6 فبراير 1785 بواسطة ويليام هيرشل.

## روابط خارجية
- NGC 2283 على موقع ويكي سكاي: DSS2, SDSS, GALEX, IRAS, Hydrogen α, X-Ray, Astrophoto, Sky Map, Articles and images